# رائول فرناندز (بازیکن فوتبال، زاده ۱۹۸۸)
رائول فرناندز (انگلیسی: Raúl Fernández؛ زادهٔ ۱۳ مارس ۱۹۸۸) بازیکن فوتبال اهل اسپانیا است.
از باشگاه‌هایی که در آن بازی کرده‌است می‌توان به باشگاه فوتبال راسینگ سانتاندر، باشگاه فوتبال نومانسیا، باشگاه فوتبال میراندس، باشگاه فوتبال اتلتیک بیلبائو، باشگاه فوتبال رئال وایادولید، باشگاه فوتبال لوانته، باشگاه فوتبال لاس پالماس، باشگاه فوتبال گرانادا، و باشگاه فوتبال اتلتیک بیلبائو بی اشاره کرد.